# Doug Heffernan
Douglas "Doug" Heffernan er en fiktiv karakter i den amerikanske komedieserie The King of Queens, i hvilken Doug (spillet af Kevin James) har titelrollen. Han bor sammen med sin hustru Carrie (Leah Remini) i deres fælles hus, og i første afsnit af serien flytter hendes far Arthur (Jerry Stiller) ind; forviklingerne mellem Doug og Arthur driver en stor del af serien. 